# Parahauerina
Parahauerina es un género de foraminífero bentónico de la subfamilia Miliolinellinae, de la familia Hauerinidae, de la superfamilia Milioloidea, del suborden Miliolina y del orden Miliolida. Su especie tipo es Parahauerina displicata. Su rango cronoestratigráfico abarca el Holoceno.

## Clasificación
Parahauerina incluye a la siguiente especie:
- Parahauerina displicata

Otra especie considerada en Parahauerina es:
- Parahauerina limatula, de posición genérica incierta